# Johann Georg Eben (Archivar)
Johann Georg Eben (* 28. Dezember 1795 in Ravensburg; † 12. Mai 1838 in Ravensburg) war ein deutscher Beamter und Archivar. Er verfasste die erste gedruckte Stadtgeschichte von Ravensburg.

## Leben

### Jugend und erste Beamtenstellen
Johann Georg Eben war der Sohn des 1792 nach Ravensburg gekommenen evangelischen Pfarrers und Lehrers Johann Philipp Eben. Er besuchte die paritätische Realschule in Ravensburg und begann nach dem Tod des Vaters 1811 mit seinem Bruder Johann Philipp eine Verwaltungslehre in den Stadtkanzleien von Ulm und Biberach. 1816 war er Kanzleigehilfe in Schwäbisch Gmünd und ordnete die Registratur des Kameralamts Gmünd. 1819 wurde er Kanzleigehilfe bei der Ratsschreiberei in Ravensburg. 1822 wurde ihm Franz von Zwerger als Nachfolger des Ratsschreibers vorgezogen. Eben selbst nennt seine „Schüchternheit und Unentschlossenheit“ als Grund. Immer wieder geriet er von 1816 bis 1824 in Schulden. Wohl 1824 ging er nach Leutkirch, wo er 1826–1827 Pfandkommissär beim Oberamtsgericht war, dann seine Stelle wegen einer Urkundenfälschung verlor und vier Wochen im Gefängnis verbrachte. Schon 1825 hatte er einen Band mit Gelegenheits-Gedichten veröffentlicht.

### Archivarische Tätigkeit in Ravensburg
Nachdem die freie Reichsstadt Ravensburg 1802 bayerisch und 1810 schließlich württembergisch geworden war, wurde der ungeordnete Zustand des städtischen Archivs von den staatlichen Behörden wiederholt gerügt. 1827 beauftragte das württembergische Innenministerium nach Hinweisen des Geheimen Archivars Christoph Friedrich Lotter die Stadt damit, das Archiv zu ordnen. Die Stadt versuchte zunächst, die Kosten für diese Aufgabe auf das Königreich abzuwälzen, da das Archiv erst durch die bayerischen und württembergischen Behörden und ihre unsystematischen Entnahmen in den chaotischen Zustand versetzt worden sei, konnte sich jedoch nicht durchsetzen. Für die der Stadt lästige Aufgabe wurde Johann Georg Eben ausersehen, der das Archiv in nur zwei Jahren und acht Monaten als „Archiv-Ordnungs-Commissär“ ordnen sollte. Dabei wurde er ständig von der stadträtlichen Kommission vorangetrieben, die die Aufgabe in der kürzestmöglichen Zeit abschließen wollte, um Kosten zu sparen.
Eben ordnete die Archivalien nach dem Vorbild des württembergischen „Staats-Organismus“, aufgeteilt nach den Aufgabenbereichen der Ministerien. Schon Lotter attestierte ihm 1829, „mit großem Fleiß und anerkennenswertem Geschick“ seine Aufgabe zu meistern. Alfons Dreher würdigte 1972 seine Tätigkeit als Sisyphusarbeit, die für ihre Zeit durchaus eine Leistung darstellte, merkte aber auch an, dass aufgrund der Kürze der zugebilligten Zeit seine Arbeit in vieler Hinsicht summarisch bleiben musste. Durch Ebens Kassationen wurde ein Großteil der städtischen Rechnungs- und Steuerbücher und der Korrespondenz mit anderen Reichsstädten vernichtet sowie die spätmittelalterlichen Denkbücher (mit Ratsbeschlüssen) und Pfand- und Schuldbücher. Die Pergamenturkunden hingegen bewahrte er alle auf, auch wenn er nicht die Zeit fand, Regesten zu erstellen. Dreher führt Ebens aus heutiger Sicht schmerzliche Aussonderungen darauf zurück, dass er kein gelernter Historiker war und als Protestant ein zu einseitiges und gelegentlich ablehnendes Verhältnis zu den Zeiten vor der Reformation pflegte.
Schon im Archiv begann Eben mit dem Verfassen einer großangelegten Stadtgeschichte. Durch die archivarische Tätigkeit kam er zu etwas Geld und heiratete 1830 Lisette Buder, die Tochter eines Goldschmieds. 1830–1831 ordnete er das Stadtarchiv in Leutkirch, für sein restliches Leben ist keine Anstellung mehr nachweisbar.

### Versuch einer Geschichte der Stadt Ravensburg
Von 1830 bis 1835 veröffentlichte Eben in sechs Heften eine später in zwei Bänden zusammengefasste Geschichte der Stadt Ravensburg. Obwohl er für seine archivarische Tätigkeit keinen Dank geerntet hatte, widmete er sein Werk „der Vater-Stadt“. In der Vorrede nennet er „reine uneigennützige Liebe für die gute Sache“ als Triebfeder, seine Freizeit unter „Aufopferung nothwendiger Erholung“ diesem Werk zu widmen. Er legt auch Wert auf die Feststellung, dass er direkt aus Quellen arbeitete. Sein Buch ist von religiöser Toleranz geprägt. Er durfte zur Recherche auch die katholische Bibliothek in Ravensburg benutzen, während dem Protestanten Tobias Hafner 50 Jahre später der Zugang zu katholischen Kirchenbüchern verwehrt wurde.
Bis 1802 folgt das Werk systematisch der Ordnung des Archivs. Danach führt Eben die Geschichte chronikalisch bis in die Gegenwart weiter. Da ebendiese Zeit entweder selbst in Ravensburg erlebte oder Zugang zu handschriftlichen Quellen aus dem Familien- und Verwandtenkreis hatte, haben seine Schilderungen darüber eigenen Quellenwert. Einige Abschnitte, etwa die Beschreibung des Rutenfests, sind für ihre Zeit einzigartig und gelten als unersetzlich.
In die systematische Geschichte eingeflochten sind immer wieder Quelleneditionen, darunter Privilegien, Bürgerlisten und auch der Erstdruck die Bauernkriegschronik des Weißenauer Abts Jacob Murer. Auch in die Abschnitte über das 19. Jahrhundert sind Reden und Bürgerlisten eingestreut.
Albert Hengstler bezeichnete 1950 Ebens Versuch einer systematischen Geschichte Ravensburg „für seine Zeit als gelungen“. Alfons Dreher hielt die Arbeit 1972 erst für die Zeit ab der zweiten Hälfte des 16. Jahrhunderts für brauchbar, da die Quellenkritik zu Ebens Zeit noch in den Anfängen steckte und Ebens Erkenntnisse zur mittelalterlichen Geschichte schon bald überholt waren. Für die Zeit der Revolutionskriege und der Napoleonischen Kriege gilt ihm Eben als „aufmerksamer Beobachter“. Peter Eitel befand das Werk 1987 für einen Dilettanten „aller Ehren wert“.

### Tod
1838 starb Eben verarmt in Ravensburg. Er hinterließ seine Frau und zwei Kinder, die vom Ortsarmenfonds unterstützt werden mussten.

## Nachleben
Bis zu Alfons Drehers Werk von 1972 blieb Ebens Hauptwerk die wichtigste umfassende Stadtgeschichte, zumal Tobias Hafners Buch von 1886 kaum über Ebens Versuch hinausreichte und ihn sogar seitenweise kopierte.
Im 20. Jahrhundert wurde nach Eben und seinem Vater der „Ebenweg“ im Wohngebiet Breitenen in Ravensburg benannt.
1987 erschien eine Faksimile-Edition seiner Stadtgeschichte, die das Werk wieder breiteren Kreisen zugänglich machte und mit einem kurzen biographischen Abriss von Peter Eitel und Beate Falk auch erstmals in dem „belesenen und schöngeistigen Hilfsbeamten auf Abruf“ die Person hinter dem Werk erkennen ließ.

## Schriften

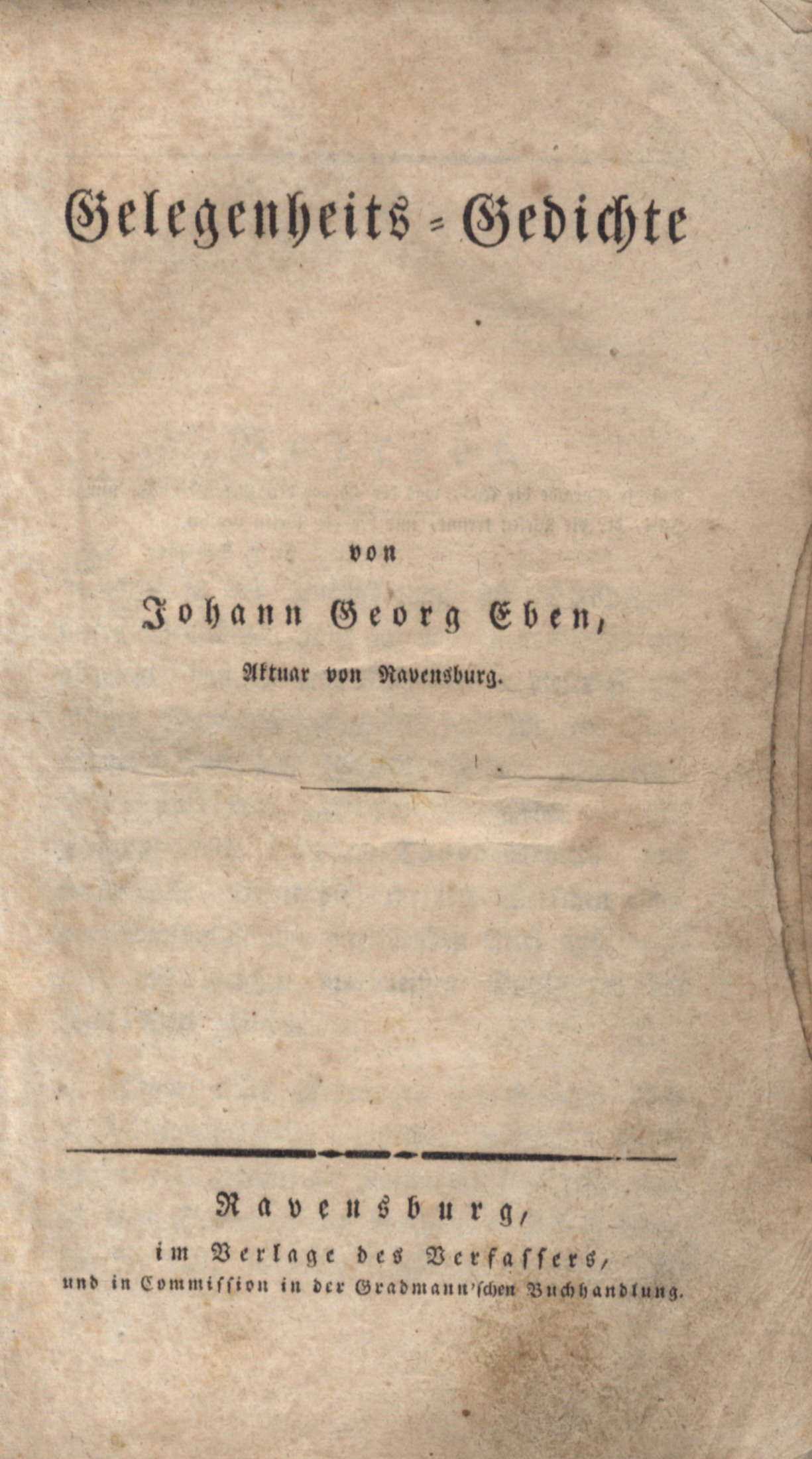
Titelblatt: Gelegenheits-Gedichte

- Gelegenheits-Gedichte. Selbstverlag, Ravensburg 1825[12]
- Versuch einer Geschichte der Stadt Ravensburg von Anbeginn bis auf die heutigen Tage. 2 Bände. Gradmann, Ravensburg 1835.